# Championnats d'Afrique de judo 2008
Navigation
Édition précédente Édition suivante
Les Championnats d'Afrique de judo 2008 sont la 29e édition de cette compétition. Ils ont été disputés  du 15 au 18 mai 2008 à Agadir au Maroc. Ils ont été marqués par la lutte entre les judokas tunisiens et algériens qui ont remporté le même nombre de médailles d'or et d'argent et n'ont été départagés que par les médailles de bronze (4-2) pour  l'Algérie qui a, en outre, gagné les deux titres par équipes. la tunisienne  Nihel Chikhrouhou a glané deux médailles d'or individuelles et 1 médaille d'argent par équipe.

## Tableau des médailles
Le tableau des médailles officiel ne prend pas en compte les deux compétitions par équipes.
| Rang  | Nation                           | Or | Argent | Bronze | Total |
| ----- | -------------------------------- | -- | ------ | ------ | ----- |
| 1     | Algérie                          | 6  | 3      | 4      | 13    |
| 2     | Tunisie                          | 6  | 3      | 2      | 11    |
| 3     | Égypte                           | 2  | 4      | 1      | 7     |
| 4     | Maroc                            | 2  | 0      | 6      | 8     |
| 5     | Sénégal                          | 0  | 1      | 4      | 5     |
| 6     | Afrique du Sud                   | 0  | 1      | 3      | 4     |
| 7     | Nigeria                          | 0  | 1      | 2      | 3     |
| -     | Madagascar                       | 0  | 1      | 2      | 3     |
| 9     | République du Congo              | 0  | 1      | 1      | 2     |
| 10    | Libye                            | 0  | 1      | 0      | 1     |
| 11    | Cameroun                         | 0  | 0      | 4      | 4     |
| 12    | Maurice                          | 0  | 0      | 2      | 2     |
| 13    | Angola                           | 0  | 0      | 1      | 1     |
| 14    | Burkina Faso                     | 0  | 0      | 0      | 0     |
| -     | Côte d'Ivoire                    | 0  | 0      | 0      | 0     |
| -     | Gabon                            | 0  | 0      | 0      | 0     |
| -     | Ghana                            | 0  | 0      | 0      | 0     |
| -     | Mali                             | 0  | 0      | 0      | 0     |
| -     | République démocratique du Congo | 0  | 0      | 0      | 0     |
| -     | Togo                             | 0  | 0      | 0      | 0     |
| -     | Tchad                            | 0  | 0      | 0      | 0     |
| Total | Total                            | 16 | 16     | 32     | 64    |

## Podiums

### Femmes
| Épreuves                          | Or                       | Argent                | Bronze                                                           |
| --------------------------------- | ------------------------ | --------------------- | ---------------------------------------------------------------- |
| Moins de 48 kg poids super-légers | Chahnez M'barki (TUN)    | Meriem Moussa (ALG)   | Nina Marthine Randriamalala (MAD) Elsa Honorine Oyama Enye (CGO) |
| Moins de 52 kg poids mi-légers    | Soraya Haddad (ALG)      | Amani Khalfaoui (TUN) | Justina Agathi (NGA) Hortense Diedhiou (SEN)                     |
| Moins de 57 kg poids légers       | Lila Latrous (ALG)       | Hajer Barhoumi (TUN)  | Beby Mahita (MAD) Fary Seye (SEN)                                |
| Moins de 63 kg poids mi-moyens    | Nesria Jelassi (TUN)     | Kahina Saidi (ALG)    | Esther Augustine (NGA) Aida Ali Oualla (MAR)                     |
| Moins de 70 kg poids moyens       | Rachida Ouerdane (ALG)   | Gisèle Mendy (SEN)    | Antonia Moreira (ANG) Hassania El Azzar (MAR)                    |
| Moins de 78 kg poids mi-lourds    | Houda Miled (TUN)        | Vivian Yusuf (NGA)    | Christelle Okodombe (CMR) Soheir Madani (ALG)                    |
| Plus de 78 kg poids lourds        | Nihel Cheikhrouhou (TUN) | Samah Ramadan (EGY)   | Racky Bolly (SEN) Salima Baazizi (MAR)                           |
| Open kg Toutes catégories         | Nihel Chikhrouhou (TUN)  | Samah Ramadan (EGY)   | Christina Herbu (MRI) Christelle Okodombe (CMR)                  |

### Hommes
| Épreuves                          | Or                     | Argent                  | Bronze                                                 |
| --------------------------------- | ---------------------- | ----------------------- | ------------------------------------------------------ |
| Moins de 60 kg poids super-légers | Younes Ahmadi (MAR)    | Elie Norbert (MAD)      | Mahmoud Elsayed (EGY) Omar Rebahi (ALG)                |
| Moins de 66 kg poids mi-légers    | Amin El Hady (EGY)     | Mounir Benamadi (ALG)   | Gideon Van Zyl (RSA) Rachid Rguig (MAR)                |
| Moins de 73 kg poids légers       | Amar Meridja (ALG)     | Lundoloki Kibanza (CGO) | Marlon August (RSA) Paulin Mc Leon (MRI)               |
| Moins de 81 kg poids mi-moyens    | Safouane Attaf (MAR)   | Matthew Jago (RSA)      | Youssef Badra (TUN) Abderrahmane Benamadi (ALG)        |
| Moins de 90 kg poids moyens       | Amar Benikhlef (ALG)   | Hesham Mesbah (EGY)     | Patrick Trezise (RSA) Mohamed El Assri (MAR)           |
| Moins de 100 kg poids mi-lourds   | Hassan Azzoun (ALG)    | Mohamed Bensalah (LBA)  | Sami Souissi (TUN) Franck Martial Moussima Ewane (CMR) |
| Plus de 100 kg poids lourds       | Anis Chedly (TUN)      | Islam El Shehaby (EGY)  | Mohamed Merbah (MAR) Bathily Diegui (SEN)              |
| Open kg Toutes catégories         | Islam El Shehaby (EGY) | Anis Chedly (TUN)       | Amar Belgacem (ALG) Dieudonné Dolassem (CMR)           |

### Par équipes
| Épreuves | Or      | Argent  | Bronze                 |
| -------- | ------- | ------- | ---------------------- |
| Hommes   | Algérie | Égypte  | Tunisie Afrique du Sud |
| Femmes   | Algérie | Tunisie | Sénégal Maroc          |